# Na Václavce
Na Václavce je ulice na Smíchově v Praze 5. Jmenuje se podle vily Václavky, č. 1079/32. Navazuje na ulici U Santošky v zatáčce u brány parku Santoška, na křižovatce s ulicí U Malvazinky, poblíž autobusové zastávky Santoška. Strmě stoupá do kopce a končí v lokalitě nazývané U Vesny (plácek, do kterého ústí šest ulic, kde je samoobsluha, původně nazývaná Vesna, později dvakrát přejmenována podle názvů obchodních řetězců) u autobusové zastávky Malvazinky. Asi uprostřed délky ulice se nacházejí autobusové zastávky Václavka. Ulicí projíždějí autobusové linky z terminálu Na Knížecí směrem do Jinonic, dlouhodobě je to denní linka 137 a noční linka 501.

## Pamětihodnosti
- Husův sbor, modlitebna Církve československé husitské (č. 117/1) – mohutný bílý betonový kostel z roku 1933, navržený architekty E. Sobotkou a S. Vachatou. Je zde též kolumbárium. Při vstupu do modlitebny je uchycena pamětní deska z roku 1950, která připomíná založení Církve československé husitské na Smíchově Dr. Karlem Farským 8. ledna 1920.
- Dům č. 1007/2 je součástí Základní školy a mateřské školy U Santošky 1
- Dům č. 1263/5 je opatřen nápisem na fasádě: Srdce lidské, nebuď srdcem ješitné šelmy. Použito v díle Karel Poláček, Dům na předměstí.
- Dům č. 1171/13 – se vyznačuje zajímavou řezanou výzdobou půdního balkonu.
- Domy č. o. 14, 16, 18, 20 se vyznačují dřevěnými trámy arkýřů laděných do tmavohněda. Příjemně tak kontrastují se světlou fasádou. Dům č. 1220/16 stojí též za zmínku díky netradičně zdobeným okrajům oken.
- Vila Helenka (č. 1078/30) je výrazný secesní dům, od 3. května 1958 památkově chráněný. Byl dokončen v roce 1903 smíchovským architektem, projektantem a stavitelem Aloisem Kordou. Secesní výzdobu zhotovil malíř František Kobliha. Z výzdoby je především zajímavý anděl s velkými zlatými křídly na boční fasádě a sluneční hodiny v podobě slunce na fasádě čelní.
- Vila Václavka (č. 1079/32), secesní dům s restaurací, posvátné místo pro spolek Pražských Baronů. Byla navržena a postavena v roce 1903 architektem a projektantem Aloisem Kordou.
- Rezidence Václavka (č. 42) – je zvláštní novostavba, nacházející se nad údolím Nikolajky.
- Vila Na Klavírce (č. 175/46) stojí na místě bývalé usedlosti Klavírka, po níž je pojmenována nedaleká ulice U Klavírky.

## Fotogalerie domů

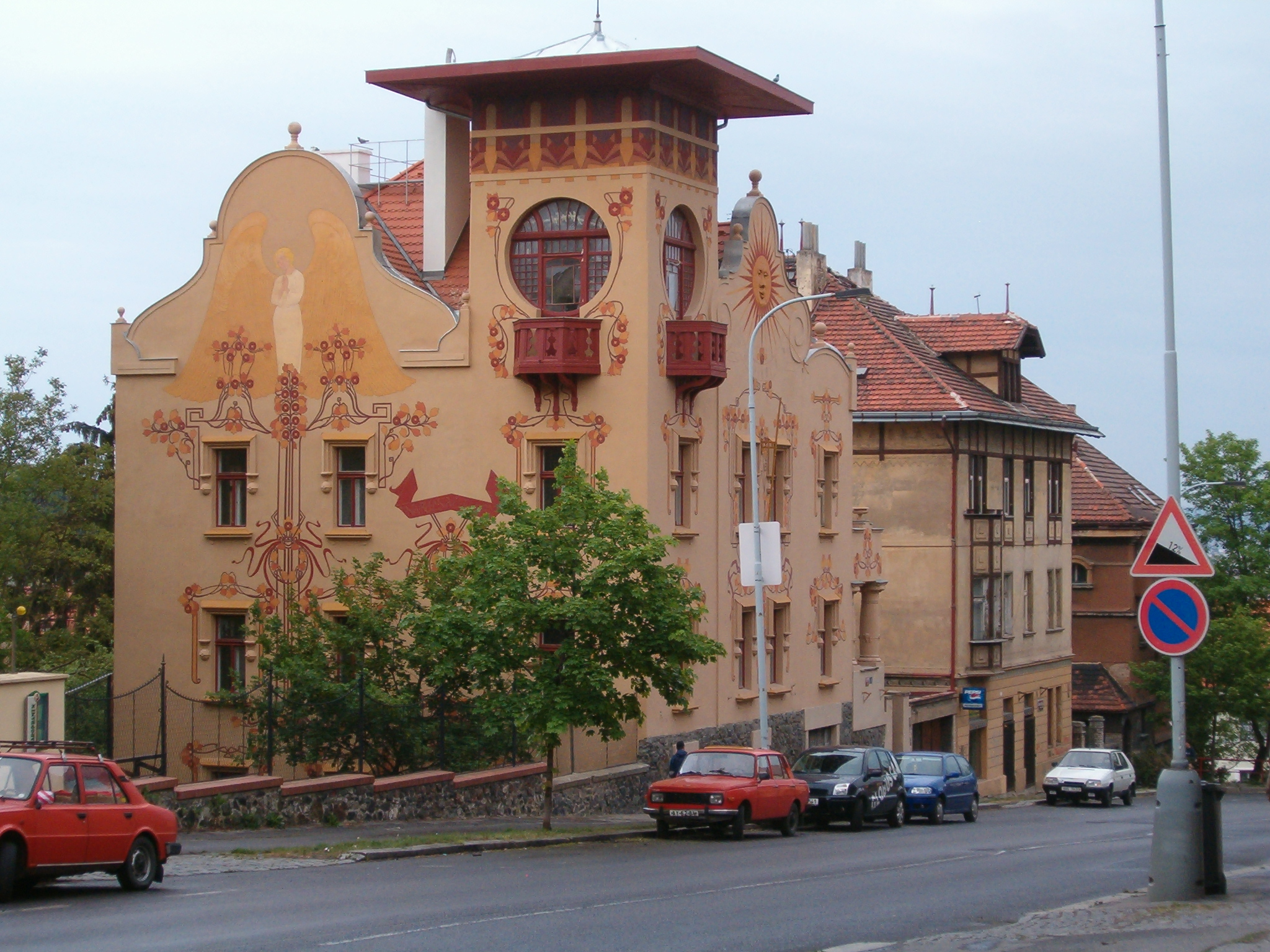
Zdobená vila „Helenka“ v ulici Na Václavce 1078/30.
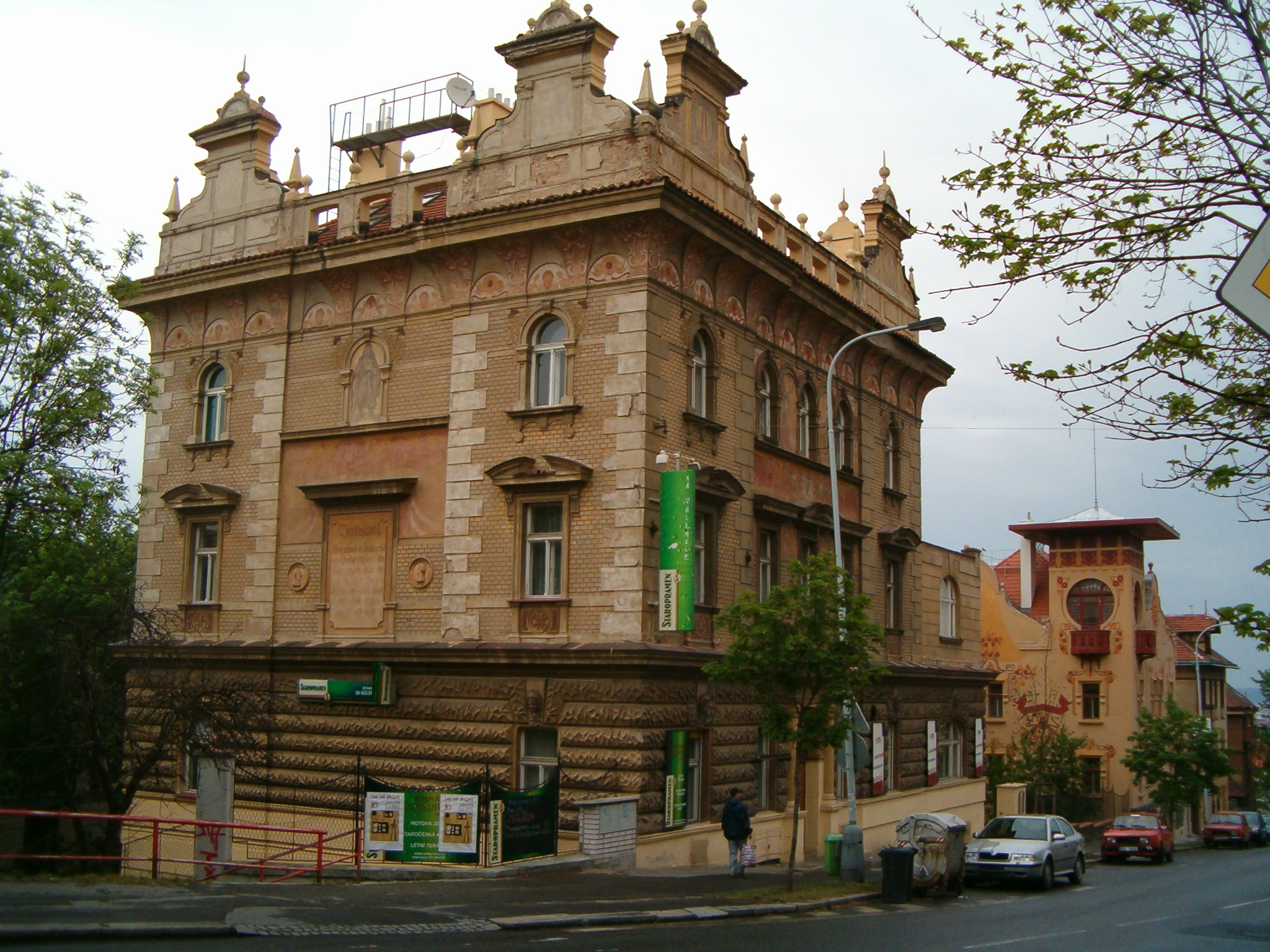
Dům „Václavka“, Na Václavce 32
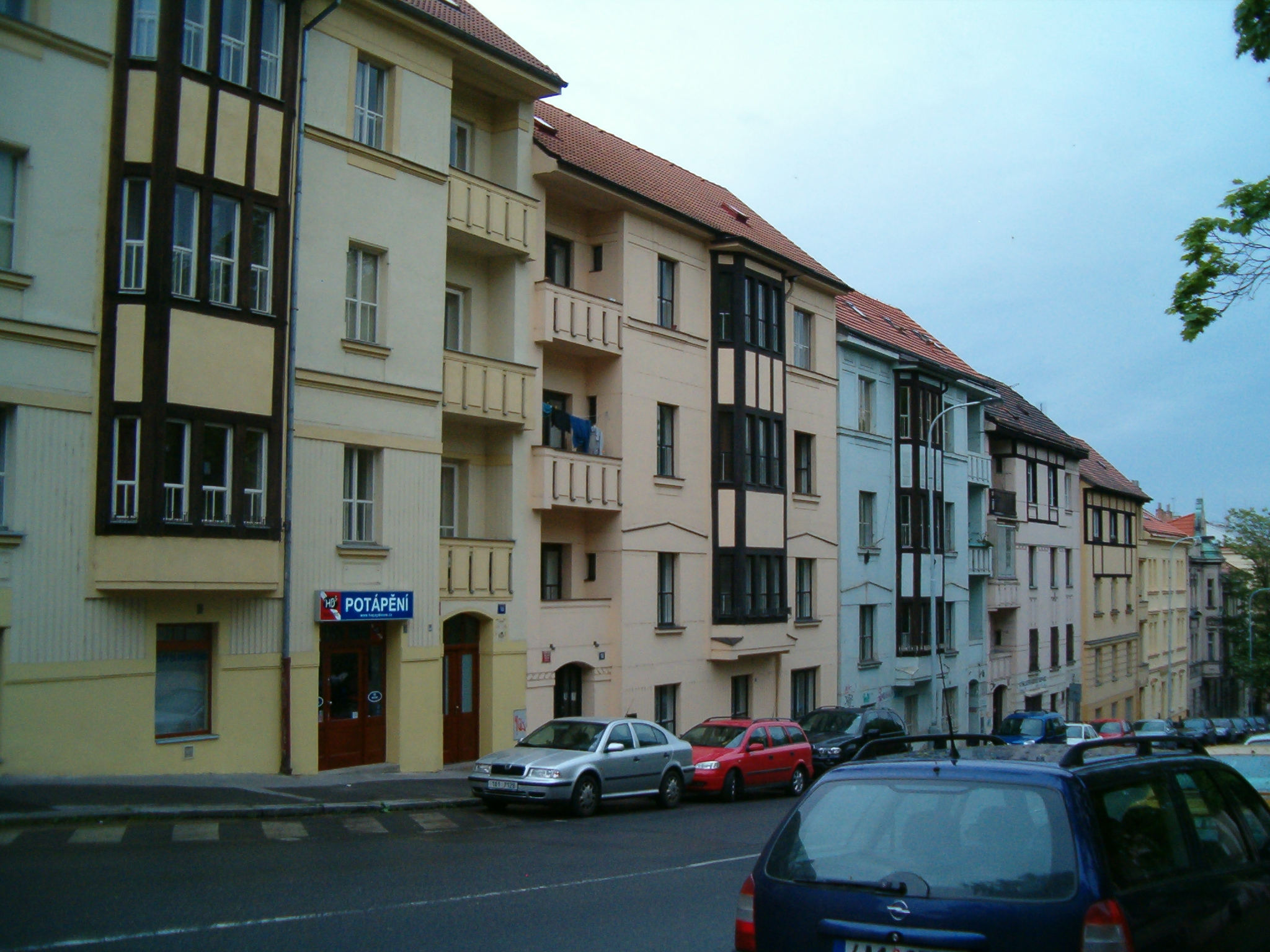
Domy s dřevěným trámy arkýřů

## Navazující ulice
- Santoška
- U Santošky
- Na Březince
- Nad Santoškou
- U Klavírky
- U smíchovského hřbitova
- Peroutkova
- U teplárny
- Na Cihlářce
- U Mrázovky